# 라 비우다 호벤
《라 비우다 호벤》(스페인어: La viuda joven)은 2011년 방영된 베네수엘라의 텔레노벨라이다.